# Laisser-faire
Laisser-faire of laissez faire is de vrijheid van productie en (handels)verkeer. Letterlijk is de betekenis het op zijn beloop laten, laten gaan, de vrije hand laten en daarmee het tegengestelde van dirigisme en interventionisme. Een variant in de gebiedende wijs is laissez faire, letterlijk laat op zijn beloop, laat gaan. De woordgroep is aan het Frans ontleend.
Laisser-faire wordt primair geassocieerd met de ideeën van het liberalisme over economie, waarin het de betekenis heeft van 'laat de mensen vrij arbeiden en handel drijven'. De uitdrukking wordt bij uitbreiding ook toegepast op andere gebieden dan de economie en kan in feite overal worden gebruikt waar men een proces zoveel mogelijk op zijn beloop laat. Zo wordt ook wel gesproken van een laisser-faire-managementstijl en van een laisser-faire-opvoedingsstijl.

## Etymologie
De Duitse econoom August Oncken meende dat de oorsprong van het eerste deel van de uitdrukking gezocht moet worden bij een vergadering van handelaren in Lyon in 1680. Het zou het antwoord zijn (Laissez-nous faire) van een Franse koopman, François Legendre, tegenover de vraag (Que faut-il faire pour vous aider?) van de Franse minister van financiën Colbert wat de handel zou kunnen versterken. Legendres antwoord was in die tijd vrij uniek en gewaagd, aangezien Colbert in die jaren daarvoor het protectionisme verkondigde, als rechterhand van Lodewijk XIV.
Daarna, in 1751, zou de Franse staatsman René Louis de Voyer d'Argenson in zijn memoires (voor het eerst gepubliceerd in 1825) het gebruikt hebben als devies tegen de staat: Laissez faire, telle devrait être la devise de toute puissance publique, depuis que le monde est civilisé. D'Argenson zou een jaar later een anonieme brief sturen aan de net opgerichte Journal économique, waarin hij uitermate kritisch was over het net verschenen boek van de Italiaan Girolamo Belloni, dat het mercantilisme verdedigde. Onbeperkte vrijhandel was daarentegen het betoog van d'Argenson.
De meest gangbare opvatting is dat het devies "Laissez faire, laissez passer" voor het eerst door Vincent de Gournay gebruikt is. Dit werd door Pierre Samuel du Pont de Nemours in zijn inleiding bij l'Éloge de Vincent de Gournay van Anne Robert Jacques Turgot uit 1759 vermeld. Een meer uitgebreide variant van Gournays uitspraak luidde: "Laissez faire, laissez passer, le monde va de lui-même:" 'Laat begaan, laat doorgaan, de wereld gaat vanzelf'.
De uitdrukking laissez faire, laissez aller, laissez passer in zijn geheel wordt toegeschreven aan Mirabeau. Deze fysiocraat gebruikte het in 1766 in een artikel voor het tijdschrift Ephémérides du citoyen ou Chronique de l’esprit national van Nicolas Baudeau - het tijdschrift dat later onder leiding van DuPont de Nemours zou komen te staan. Ook volgens Mirabeau was De Gournay de 'geestelijke vader' van dit principe. De Gournay kan echter niet volledig tot de fysiocraten worden gerekend. Zo leverden in zijn ogen naast de landbouw ook handel, ambacht en industrie een bijdrage aan de welvaart en was hij wel voor vrije binnenlandse concurrentie, maar ook voor invoerrechten op de goederen uit het buitenland. De volledige strekking van de zinspreuk kan bij François Quesnay worden gevonden. De leus zou in een gesprek van Mirabeau met Quesnay in 1758 in het geheel zijn geuit.
Adam Smith, David Ricardo en Thomas Malthus hebben de spreuk nooit gebruikt. Wel was dit hét motto van de tegenstanders van de Britse Graanwetten, de Anti-Corn Law League. Daarnaast heeft ook de Franse econoom Jean-Baptiste Say de strekking veel gebruikt.